# Nine Days (filme)
Nine Days é um filme de drama sobrenatural estadunidense de 2020 escrito e dirigido por Edson Oda. É estrelado por Winston Duke, Zazie Beetz, Benedict Wong, Tony Hale e Bill Skarsgård. 
Teve sua estreia mundial no Festival de Cinema de Sundance em 27 de janeiro de 2020. Pouco depois, a Sony Pictures Classics adquiriu os direitos de distribuição do filme.

## Elenco
- Winston Duke como Will
- Zazie Beetz como Emma
- Bill Skarsgård como Kane
- Benedict Wong como Kyo
- Tony Hale como Alexander
- David Rysdahl como  Mike
- Arianna Ortiz como Maria
- Geraldine Hughes como Colleen
- Erika Vasquez como Luiza
- Perry Smith como Anne

## Recepção
No Rotten Tomatoes, o filme possui uma taxa de aprovação de 86%, com base em 28 avaliações, com uma média ponderada de 7/10. O consenso crítico diz: "Uma estreia na direção de Edson Oda, Nine Days é um filme etéreo e evocativo sobre o significado da vida - elevado por uma atuação fenomenal de Winston Duke". No Metacritic, o filme possui uma classificação de 78 em 100, com base em sete críticas, indicando "críticas geralmente favoráveis".